# Demetrius Vikelas
Demetrius Vikelas, známý také jako Bikelas (15. února 1835, Ermoupolis – 20. července 1908, Athény) byl řecký obchodník, spisovatel a první předseda Mezinárodního olympijského výboru (MOV) v letech 1894–1896.

## Život
Vikelas se narodil ve městě Ermoupolis na řeckém ostrově Syros. Jako dítě byl často nemocný a důsledkem toho se mu nedostalo dobrého vzdělaní. Jako sedmnáctiletý odešel do Londýna pracovat pro svého strýce, nejdříve jako účetní, později se dokonce stal jeho společníkem. V Londýně se seznámil a spřátelil s Charilaosem Trikoupisem, předsedou vlády Řecka.
Vikelas zastupoval Celořecký gymnastický klub na kongrese svolaném Pierrem de Coubertinem do Paříže v roce 1894, kde bylo založeno moderní olympijské hnutí.
Původní Coubertinova myšlenka byla zorganizovat první olympijské hry v roce 1900 v Paříži, Vikelas jej ale přesvědčil, stejně jako celý Mezinárodní olympijský výbor, aby se první olympiáda konala v Athénách. Protože pravidla MOV v té době požadovala, aby byl předseda MOV z hostitelské země, Vikelas se stal prvním předsedou MOV.
Po první olympiádě Vikelas přestal pro olympijský výbor pracovat a na funkci předsedy MOV jej nahradil roku 1896 Pierre de Coubertin. Zemřel v Athénách ve věku 73 let.

## Literární dílo (česká vydání)
Vikelasovo literární dílo znamenalo mezník ve vývoji novořecké prózy a bylo počátkem rozvoje novořecké povídky. V následujícím seznamu jsou uvedena pouze česká vydání Vikelasových děl.
- Lukis Laras, Ivan Kolčev, Praha 1890, přeložil Ivan Kolčev, román z bojů řeckých za svobodu, řecké vydání je z roku 1879.
- Tři novořecké povídky, Jan Otto, Praha 1899, přeložil O.S. Vetti.
- Povídky z řeckých ostrovů, Antonín Svěcený, Praha 1916, originál pod názvem Diijimata (Povídky) vyšel roku 1887.
- Poklad na Chiosu, Společnost Československého Červeného kříže, Praha 1934, přeložil Jan Lesonic, povídka z Hellady.